# Tatia strigata
Tatia strigata és una espècie de peix de la família dels auqueniptèrids i de l'ordre dels siluriformes.

## Morfologia
- Els mascles poden assolir els 11,7 cm de llargària total.
- Nombre de vèrtebres: 29-30.[4]

## Distribució geogràfica
Es troba a Sud-amèrica: conca del riu Amazones.